# ایشتوان بوچکائی
ایشتوان بوچکائیِ کیش‌ماریایی (مجاری: Bocskai István زاده کُلُژوار، ۱ ژانویه ۱۵۵۷ – درگذشته کاشا، ۲۹ دسامبر ۱۶۰۶) پرنس ترانسیلوانی و مجارستان بین ۱۶۰۵ و ۱۶۰۶ بود. او به‌عنوان یکی از ژنرال‌های مهم مجارستانِ سه‌تکه شده نقشی کلیدی در آینده سیاسی شاهزاده‌نشین ترانسیلوانی بازی کرد.
دستاورد بزرگ مبارزات او حاکمیت ترانسیلوانی و حفظ موقعیت قانونی پادشاهی مجارستان را تضمین کرد. همچنین تلاش بی‌وقفه او در پایان دادن به نبرد سیزده‌ساله و نقش مهمش در اصلاحات پروتستانی قابل توجه است.

## تاج بوچکائی
بوچکائی در ۱۱ نوامبر ۱۶۰۵ از سلطان احمد عثمانی تاجی دریافت کرد؛ او بر تخت ننشست ولی رتبه او پرنس ترانسیلوانی، فرمانروای بخش‌هایی از مجارستان و حاکم سکی‌ها تعیین شد. 

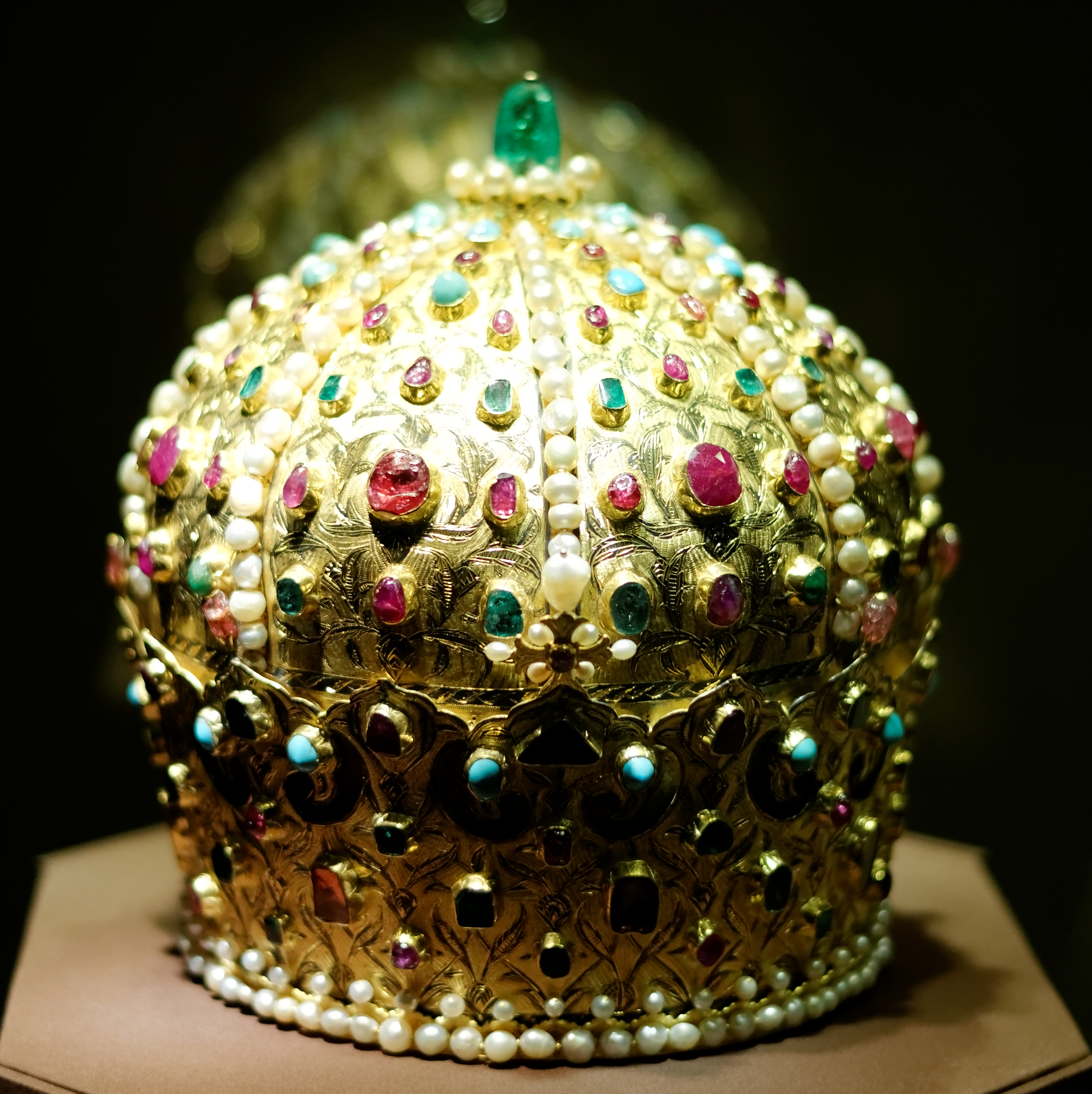
مجموعهٔ هفبورگ، وین؛ کپی در هایدوسوبوسلو موزه بوچکائی

## یادداشت
1. ↑  بُ